# 고치현
고치현(일본어: 高知県, 문화어: 고찌현)은 일본 시코쿠 남부에 있는 현이다. 현청 소재지는 고치시이다.
일본에서는 돗토리현과 시마네현에 이어 인구가 적으며 시코쿠 지방에서 가장 인구가 적은 현이다.

## 개요
과거 율령국으로는 도사국에 해당하며 현청 소재지인 고치시의 대부분은 도사국의 도사군에 속해 있었다. 일본의 마지막 청류인 시만토가와 외에도 수변 이용률 일본 제일의 니요도가와, 모노베가와, 야스다강 등 시코쿠 산지에서 발원한 청류가 많이 흐른다. 무로마곶·아시타곶·용하동·시코쿠 카르스트 등 많은 천연 관광 자원을 가지고 있다.
최근에는 수입 채소나 도쿠시마현과 미야자키현 등에 밀리기는 경향이 있지만 피망과 가지, 토마토를 비롯한 채소류의 촉성 재배로도 유명하고, 현 중앙부의 연안부(도사시~게니시무라 부근)에는 비닐 하우스가 많이 있다.
도사시(土佐市)는 맹견 중 하나인 도사견의 원산지이기도 하다.

## 지리
고치현은 시코쿠의 남서부에 위치하고 태평양에 면해 있다. 시코쿠 4현 중 가장 면적이 넓지만 동시에 가장 인구가 적은 현이기도 하다. 현 면적의 대부분은 산지이고 고치시와 나카무라시 주변으로 약간의 해안 평야가 있을 뿐이다. 고치현은 강이 많은 것으로 유명하고 도사정의 이나무라산은 해발 1506m로 고치현에서 가장 높은 산이다.
산지 비율은 89%로 일본 내에서 1위이며 일본 전국 평균의 66%와 비교해도 높아 그 험난함을 잘 알 수 있다. 최고봉은 삼령으로(산 정상이 고치현 단독일 경우 수함산), 지질적으로는 사만십대로 불리는 퇴적암이 많은 지역이기도 해 토사재해가 극히 많다. 한편 현 서부를 흐르는 시만토강, 이시즈치산에서 도사만으로 남하하는 니요도가와, 현 북부에서 도쿠시마현으로 흐르는 요시노강 등 수량이 풍부한 하천이 많이 있어 최근에는 카누에서 하류하는 사람이 증가하고 있다.
물 부족에 시달리는 일은 거의 없지만 치수는 옛날부터 과제가 되고 있어 에도 시대 초기의 도사번 봉행 노나카 가네야마에 의한 대규모 하천 개수는 고치현 주요 하천의 대부분에서 실시되어 왔다. 현재는 전국 유수의 치수 능력을 가지며 강우량이 많음에도 전국적으로 보면 수해가 적은 현이기도 하다.
고치현 앞바다의 태평양을 쿠로시오 해류가 흐르고 있어 겨울 아침 등은 해수면에서 김이 나고 있는 것이 보인다. 기후는 쿠로시오의 영향을 받아 겨울에도 온난하고 태풍의 내습도 많아 1951년 이후의 태풍 상륙 수는 가고시마현에 이어 두 번째로 많은 현이다. 특히 「무로마 태풍」 때는 무로마곶 상륙 시의 중심 기압이 911.6hPa로 일본 본토에 상륙한 태풍 중 관측 사상 상륙 시의 중심 기압이 가장 낮은 태풍이었다. 태풍의 정식 통계는 1951년부터 시작되었기 때문에 이 기록은 참고 기록으로 취급되고 있으나 이는 동위도 태풍의 중심 기압 최저 기록으로 아직 깨지지 않았다. 태평양에 돌출한 아시즈리곶, 무로마곶은 강풍으로 유명하다.
현 남서부의 산간은 크게 개발되지 않고 풍부한 산림과 댐이 없는 큰 강이 남아 있다. 시만토강은 마지막 청류로 유명하다. 1980년대 후반에는 시만토가와 하천 부지에 소규모의 커뮤터 공항, 2000년 초에 슈쿠모시와 에히메현 아이난정(구 이치모토마쓰정)의 현경에 걸친 2000m급의 공항(가칭: 고치 서남공항)을 건설할 계획이 부상했지만 모두 진전이 없다.
| 중심 북위 33° 25′ 28″ 동경 133° 21′ 51″ / 북위 33.42444° 동경 133.36417°      | 북단 북위 33° 53′ 00″ 동경 133° 38′ 39″ / 북위 33.88333° 동경 133.64417° ↑            | 인구중심 북위 33° 27′ 27.21″ 동경 133° 27′ 46.77″ / 북위 33.4575583° 동경 133.4629917° |
| 서쪽 끝 북위 32° 47′ 59″ 동경 132° 28′ 47″ / 북위 32.79972° 동경 132.47972° ← | 고치현 현청소재지 북위 33° 33′ 35″ 동경 133° 31′ 52″ / 북위 33.55972° 동경 133.53111° | 동단 →북위 33° 32′ 17″ 동경 134° 18′ 50″ / 북위 33.53806° 동경 134.31389°              |
|                                                                               | ↓ 남단 북위 32° 42′ 09″ 동경 132° 32′ 35″ / 북위 32.70250° 동경 132.54306°            |                                                                                        |

### 기후
고치현의 연간 일조 시간은 2000시간을 넘어 일본 1~2위를 이루고 있는 한편, 연간 강수량도 평야부에서 2500mm 전후, 산간 지역에서는 3000mm를 넘고 동부 산간부의 어량세는 4100mm 정도로 일본에서 유수하다. 여름에는 무더워 열대야가 연일 이어지지만 낮에는 무더위가 잘 나타나지 않는다. 반면 서부 지역은 북서풍이 시코쿠 산지를 넘어 푄 현상을 일으켜 혼슈 내륙에도 필적하는 더위를 보일 수 있다. 시만토시 에가와사키에서는 2013년 8월 12일에 일본의 역대 최고 기온 기록(당시)인 41.0℃를 관측했다.
평야부에서의 적설은 드물지만 산간부나 풍고수도 쪽으로 트인 현 서부의 하타 지역 평야부에서는 폭설이 오기도 하고, 겐산계, 이시즈치산계가 높은 산에서는 엄동기에 근설을 볼 수 있는 지역도 존재한다. 겨울은 맑은 날이 많아 방사냉각에 의해 아침 등은 고치시에서도 영하로 떨어지는 일도 많지만 낮에는 따뜻하다. 반면 무로마곶이나 족간곶 등의 반도부와 연안부에서는 무상지대가 존재한다. 온난한 기후로 인해 일본 내의 스포츠 팀들이 겨울에 전지훈련을 많이 갖는다. 봄에는 우와지마와 함께 왕벚나무의 개화전선이 일본 내에서도 빨리 찾아오는 것으로 알려지지만 여름부터 가을까지는 빈번하게 태풍의 직격탄을 맞을 수도 있고 태풍 본체가 동중국해에서 동해 측을 통과할 때도 남쪽에서 따뜻한 습한 바람이 시코쿠 산지에 가로막혀 폭우가 오기도 한다. 무로토곶과 아다시곶은 태풍 긴자로 불린다.

## 지역

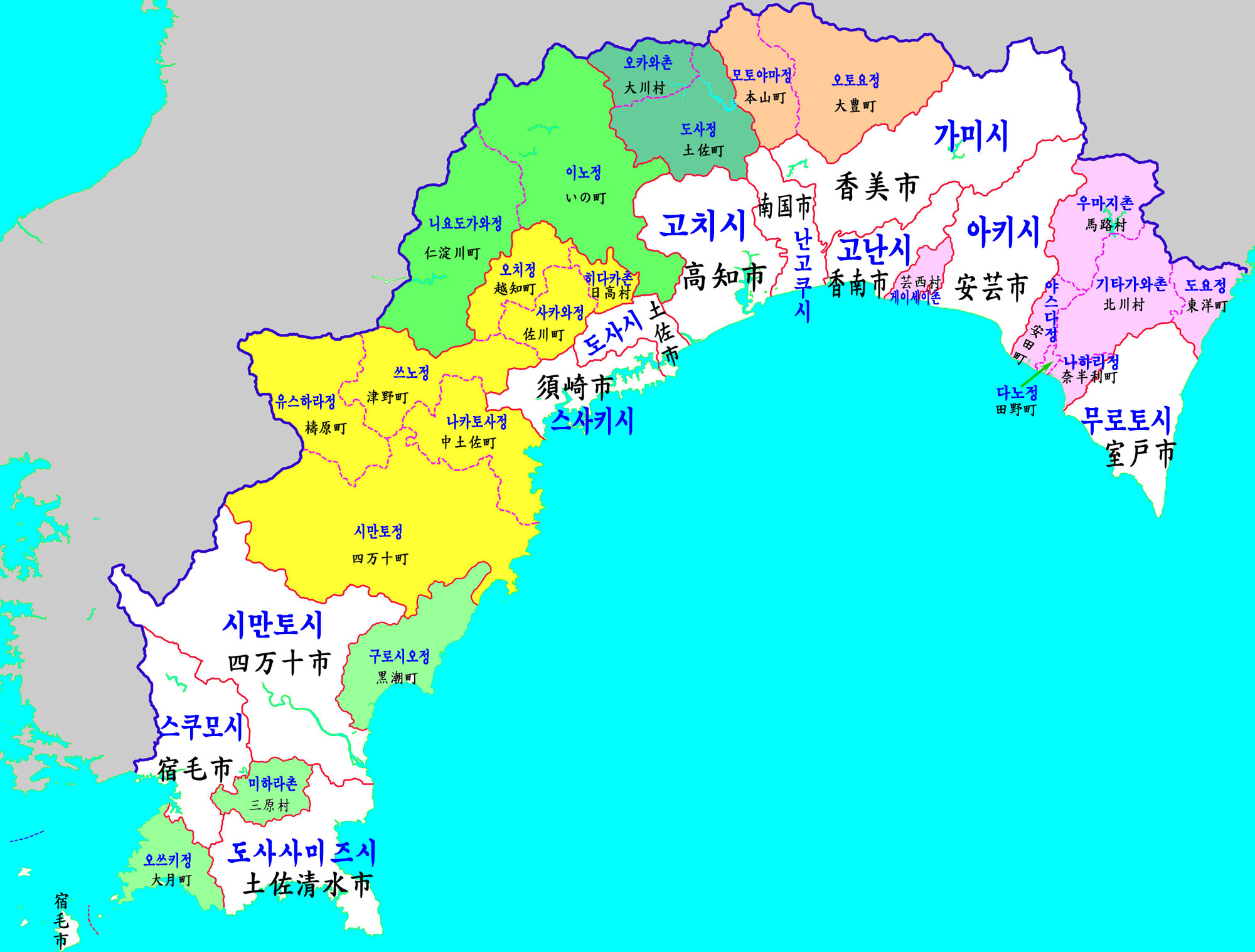
고치현의 지도

7개 광역 시정촌이 권역별로 나뉘어 있다.
| 서부 다카하타 지역 - 스사키시(須崎市) - 다카오카군(高岡郡) - 나카토사정(中土佐町) - 유스하라정(檮原町) - 쓰노정(津野町) - 시만토정(四万十町) 하타 지역 - 시만토시(四万十市) - 스쿠모시(宿毛市) - 도사시미즈시(土佐清水市) - 하타군(幡多郡) - 구로시오정(黒潮町) - 오쓰키정(大月町) - 미하라촌(三原村) | 중부 - 고치시 (高知市, 현청 소재지) 미네키타 지역 - 나가오카군(長岡郡) - 모토야마정(本山町) - 오토요정(大豊町) - 도사군(土佐郡) - 도사정(土佐町) - 오카와촌(大川村) 모노베가와 지역 - 난코쿠시(南国市) - 가미시(香美市) - 고난시(香南市) 니요도가와 지역 - 도사시(土佐市) - 아가와군(吾川郡) - 이노정(いの町) - 니요도가와정(仁淀川町) - 다카오카군(高岡郡) - 히다카촌(日高村) - 사카와정(佐川町) (고호쿠 지역으로 구분하는 경우도 있다.) - 오치정(越知町) (고호쿠 지역으로 구분하는 경우도 있다.) | 동부 아키 지역 - 아키시(安芸市) - 무로토시(室戸市) - 아키군(安芸郡) - 도요정(東洋町) - 나하리정(奈半利町) - 다노정(田野町) - 야스다정(安田町) - 기타가와촌(北川村) - 우마지촌(馬路村) - 게이세이촌(芸西村) |

## 인구
고치현은 일본 내에서 돗토리현, 시마네현에 이어 세 번째로 인구가 적고(정령지정도시 하나보다 인구가 적다), 시코쿠 지방에서는 최하위이다. 인구 밀도는 서일본에서는 가장 낮다.
인구 분포로는 현청 소재지인 고치시에 거의 반수가 거주하여 이른바 프라이메이트 시티가 되고 있다. 또 단독 시제 시행에 필요한 인구인 5만 명을 웃도는 시는 고치시 뿐이어서 전체 도도부현 중 가장 적다.
현 중부의 고치 평야를 제외하면 비교적 정리된 인구가 거주하는 지역은 시만토시 등으로 극히 미미하며, 현 서부·동부는 일본에서도 인구 밀도가 가장 낮은 지역이다.

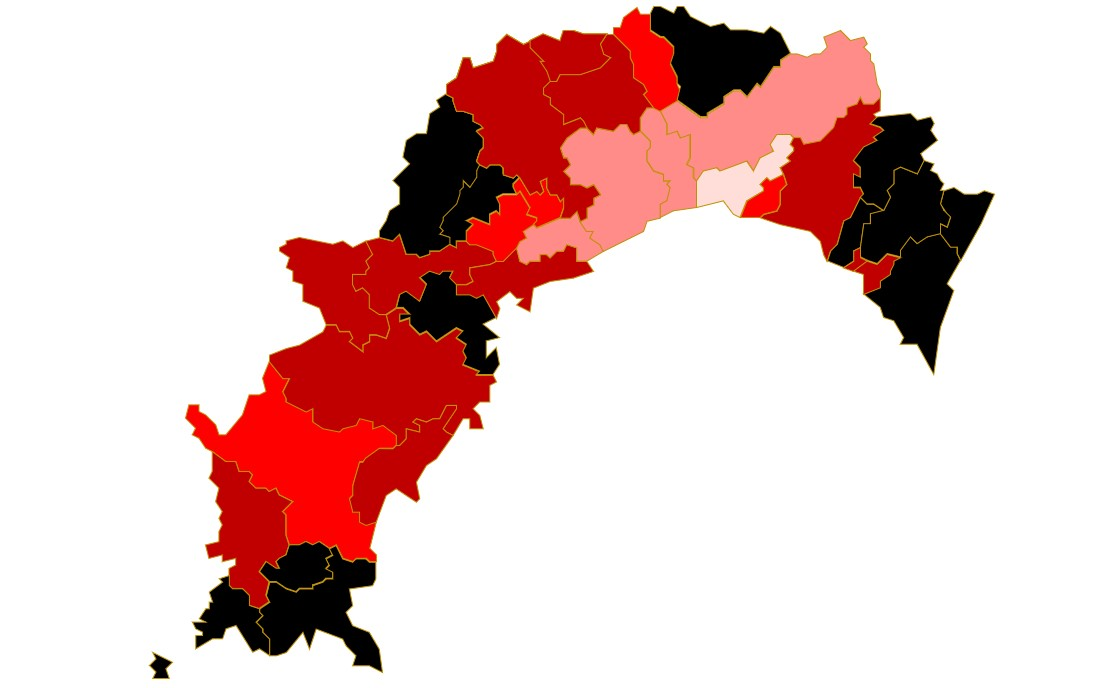
고치현 시정촌 인구 증감률 분포도(2016년과 2021년 8월 1일 고치현 통계로 산출)
증가
0.0 - 2.49%
증감
0.0 ~ 2.5%
2.5 ~ 5.0%
5.0 ~ 7.5%
7.5 ~ 10.0%
10.0% 이상